# 小西史彦
小西 史彦（こにし ふみひこ、1944年 - ）は、日本の実業家。石川県七尾市出身。

## 略歴
東京薬科大学卒業。24歳のときに、無一文で日本を飛び出しマレーシアに渡航。マラリアに罹患した体験から蚊の撲滅のためにフマキラー製蚊取り線香の現地生産を開始。以後一代で上場企業を含む約50社の一大企業グループを築き上げる。マレーシア国王から国内産業の発展とマラリア撲滅への貢献で民間人として最高位の称号「タンスリ」を授けられた。現テクスケムグループ会長。2017年に旭日双光章を受章。
2017年4月「マレーシア大富豪の教え」出版。